# El Puig Subià
El Puig Subià és un volcà extint situat al municipi de Santa Pau, a la comarca catalana de la Garrotxa.